# 보물섬 (1950년 영화)
보물섬(Robert Louis Stevenson's Treasure Island)은 미국에서 제작된 바이론 허스킨 감독의 1950년 모험 영화이다. 로버트 루이스 스티븐슨의 동명의 소설을 바탕으로 제작되었다. 바비 드리스콜 등이 주연으로 출연하였고 퍼스 피어스 등이 제작에 참여하였다.

## 출연

### 주연
- 바비 드리스콜
- 로버트 뉴턴
- 배질 시드니

### 조연
- 월터 피츠제럴드
- 데니스 오데
- 핀레이 커리
- 랠프 트루먼
- 제프리 킨

## 제작진
- 원작자: 로버트 루이스 스티븐슨
- 미술: 토머스 모러헌

## 같이 보기
- 월트 디즈니 픽처스의 영화 목록